# Manuel Lanzini
Manuel „Manu“ Lanzini (maˈnwel lanˈsini; * 15. Februar 1993 in Ituzaingó, Buenos Aires) ist ein argentinischer Fußballspieler, der als offensiver Mittelfeldspieler eingesetzt wird.
Er stammt aus der Jugendakademie von River Plate, wo er bereits in jungen Jahren über einhundert Pflichtspieleinsätze absolvierte. Dazwischen war er für ein Jahr als Leihspieler beim brasilianischen Erstligisten Fluminense Rio de Janeiro tätig. Im August 2014 schloss er sich dem Al-Jazira Club in den Vereinigten Arabischen Emiraten an. Zur Saison 2015/16 wechselte er vorerst in einem Leihgeschäft zum englischen Erstligisten West Ham United und stand dort von Mitte 2016 bis Mitte 2023 fest unter Vertrag. Danach kehrte er zu seinem Jugendverein River Plate zurück. 
Er galt in seiner Heimat für lange Zeit als Ausnahmetalent und ist dort noch unter dem Spitznamen La Joya (Das Juwel) bekannt.

## Vereinskarriere

### River Plate

#### Anfänge und erste Einsätze
Lanzini spielte in seiner Kindheit Hallenfußball für den lokalen Club Academia Kaly de Ituzaingó, wo er vom Scout Ramón Maddoni entdeckt wurde, der ihm einen Platz in die Jugendakademie der Boca Juniors beschaffen wollte. Maddoni entdeckte zuvor bereits die späteren Nationalspieler Juan Román Riquelme, Carlos Tévez und Esteban Cambiasso und lotste sie zu den Xeneizes. Als bekennender Anhänger des Rivalen River Plate, wies er das Angebot Maddonis jedoch umgehend zurück und wurde tatsächlich im Jahr 2002 in die Jugendabteilung des Vereins aus Buenos Aires aufgenommen. Lanzini spielte in sämtlichen Jugendauswahlen Rivers, wo er bereits die Position des offensiven Mittelfeldspielers besetzte. Am 2. November 2008 gewann er mit der Juniorenauswahl das Superclásico mit 3:0 gegen die Boca Juniors. Lanzini bewies in diesem Spiel seine Treffersicherheit und steuerte zwei Tore bei und bereitete obendrein das dritte vor.
Im Sommer 2010 nahm ihn Ángel Cappa, der Trainer der ersten Mannschaft, in der Vorbereitung in diese auf. Bei entsprechenden Freundschaftsspielen in Salta hinterließ Lanzini einen guten Eindruck bei Cappa, der ihn daraufhin für die ersten Saisonspiele im Kader behielt. Am 8. August 2010 (1. Spieltag der Torneo Inicial) gab er bereits sein Debüt im Trikot der Millonarios, als er beim 1:0-Heimsieg gegen den Club Atlético Tigre startete, jedoch bereits in der Halbzeitpause durch Facundo Affranchino ersetzt wurde. Damit wurde er mit 17 Jahren, 5 Monaten und 24 Tagen zu einem der jüngsten Spieler, der ein Ligaspiel für River absolvierte. Bereits in seinem nächsten Einsatz beim 3:2-Heimsieg gegen den CA Independiente am 3. Spieltag, bereitete er ein Tor von Rogelio Funes Mori vor. Trotz weiterer Einsatzminuten, schaffte er es in den 19 Spielen der Torneo Inicial nicht, sich in die Startformation zu spielen. In seinen acht Einsätzen kam er meist von der Bank ins Spiel .und startete nur in drei Partien.
In der Torneo Final kam er bereits auf 12 Einsätze, in denen er zwei Tore vorbereiten konnte. Trotz der ansprechenden Mittelfeldplatzierungen der Mannschaft in der Torneo Inicial und Final, lag River Plate am Saisonende 2010/11 nach zwei schwachen Vorsaisons in der Dreijahreswertung nur auf dem 17. Tabellenplatz und musste in die Playoffs gegen den Zweitligisten Club Atlético Belgrano um den Klassenerhalt spielen. Die Relegationsspiele endeten mit einem 0:2 und 1:1, womit der Abstieg besiegelt war. La Joya (das Juwel) stand in keiner der zwei Partien auf dem Platz.

#### Auf Leihbasis bei Fluminense

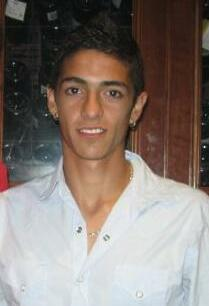
Manuel Lanzini (2011)

Die Spielzeit in der zweitklassigen Primera B Nacional entging der 18-jährige Lanzini jedoch, da er am 19. Juli 2011 an den brasilianischen Erstligisten Fluminense Rio de Janeiro ausgeliehen wurde, der sich außerdem eine Kaufoption in Höhe von 15.000.000 Euro sicherte. Sein professionelles Debüt gab er am 17. August (17. Spieltag) beim 3:0-Heimsieg gegen den Figueirense FC. Zwei Wochen später erzielte er beim 2:1-Auswärtssieg gegen den FC São Paulo sein erstes Tor für Flu. Durch seine starken Leistungen in dieser Saison 2011 wurde er alsbald als der neue Neymar, bzw. der argentinische Neymar bezeichnet. Sein zweites Saisontor gelang ihm im berüchtigten Fla-Flu-Derby am 9. Oktober (28. Spieltag) gegen den Stadtrivalen Flamengo Rio de Janeiro, das jedoch mit 2:3 verloren wurde. Er kam in dieser Spielzeit in 22 Spielen zum Einsatz, in denen er zwei Tore und zwei Vorlagen sammelte.
Nachdem er in der folgenden Saison 2012 bis Juli in sechs Spielen zum Einsatz kam und einen Treffer erzielen konnte, kehrte er zu River Plate zurück, da der Leihverein die 15 Millionen Euro Ablösesumme nicht aufbringen konnte. Fluminense gewann in diesem Jahr in Abwesenheit Lanzinis die brasilianische Meisterschaft.

#### Rückkehr und Durchbruch
Am 1. Juli 2012 kehrte Lanzini zu River Plate zurück, die in der vorigen Saison wieder in die Superliga zurückgekehrt waren und erhielt die prestigeträchtige Rückennummer 10. Bereits am 6. August (1. Spieltag der Torneo Inicial) erzielte er bei der 1:2-Auswärtsniederlage gegen den CA Belgrano sein erstes Saisontor. Zwei Wochen später traf er beim 3.2-Auswärtssieg gegen den Club Atlético Tigre erneut. Trotz seines starken Saisonstarts, rutschte Lanzini in dieser Torneo Inicial mehrmals aus der Startformation von Trainer Matías Almeyda und unter seinem Nachfolger Ramón Díaz, der Erfolgstrainer Rivers in den späten 1990er Jahren, kam er nicht in Tritt. Die Inicial beendete er mit elf Einsätzen, wovon er in sechs Spielen startete und drei Tore erzielen konnte.
Der Durchbruch gelang ihm erst in der Mitte der Torneo Final im April 2013. Nachdem er zuvor in vier Spielen nicht berücksichtigt worden war, startete er beim 2:0-Auswärtssieg gegen den Racing Club de Avellaneda am 7. April (8. Spieltag) von Beginn an, erzielte ein Tor und bereitete das zweite durch Leandro González Pírez vor. Zwei Wochen später verwandelte er beim 2:1-Auswärtssieg gegen den CD Godoy Cruz einen Strafstoß. Am 5. Mai wurde La Joya auf einen Schlag in Argentinien bekannt, als er beim hitzigen Stadtderby gegen die Boca Juniors nach nur 43 gespielten Sekunden das schnellste Tor in der Geschichte des Superclásicos erzielen konnte. River musste in der ersten Halbzeit noch den Ausgleich hinnehmen und das Spiel endete 1:1-Unentschieden. Zu dieser Zeit galt er bereits als unumstrittener Stammspieler im offensiven Mittelfeld. In 15 Einsätzen stand er in allen von Beginn an auf dem Platz und machte fünf Tore und bereitete zwei weitere vor. Mit River Plate klassierte er sich auf dem 2. Tabellenplatz in der Torneo Final 2013.
In der Torneo Inicial 2013 gehörte er weiter zum Startaufgebot, konnte jedoch kaum Scorerpunkte sammeln. Am 8. September (6. Spieltag) erzielte er einen Doppelpack beim 3:0-Heimsieg gegen den Club Atlético Tigre. Mitte Oktober fiel er dann aus der Aufstellung, konnte diesen Platz jedoch bereits kurze Zeit später wieder einnehmen. Er kam insgesamt in 17 Spielen zum Einsatz und traf zweimal.
In der Torneo Final 2014 fand er wieder zu seiner Form von der letzten Final zurück. Bereits am zweiten Spieltag traf er beim 1:1-Auswärtsunentschieden gegen Rosario Central erstmals. Am 31. März (10. Spieltag) wurde er im Superclásico gegen die Boca Juniors zum Matchwinner, als er beim 2:1-Sieg in Bocas La Bombonera ein Tor erzielte und den späten Siegtreffer Ramiro Funes Moris mit einem Eckball assistierte. Mit zwei Toren und sieben Vorlagen in 18 Ligaspielen trug er wesentlich zum Meistertitel Rivers bei.

### Al-Jazira Club
Am 9. August 2014 wechselte der aufstrebende Argentinier überraschend für eine Ablösesumme in Höhe von 7,5 Millionen Euro zum weniger ambitionierten Verein Al-Jazira Club in die Vereinigten Arabischen Emirate, wo er einen Vierjahresvertrag unterzeichnete. Er wurde damit zum jüngsten ausländischen Spieler in der UAE Arabian Gulf League. Der Wechsel wurde vollzogen, obwohl Lanzini ein Jahr zuvor noch ein Angebot des Ligakonkurrenten Baniyas SC, mit Begründung sportlichen über wirtschaftlichen Erfolg zu stellen, ablehnte.
Sein Debüt in der höchsten emiratischen Spielklasse gab er am 15. September beim 3:2-Auswärtssieg gegen den Adschman Club, in dem Lanzini bereits in der ersten Halbzeit zwei Tore erzielen konnte. In der qualitativ schwächeren Liga schaffte es Lanzini sich zu einem der stärksten Spieler zu entwickeln. Er erzielte in 24 Ligaspielen acht Tore und bereitete elf Tore vor. In der Tabelle erreichte man den zweiten Tabellenplatz hinter dem al Ain Club.

### West Ham United

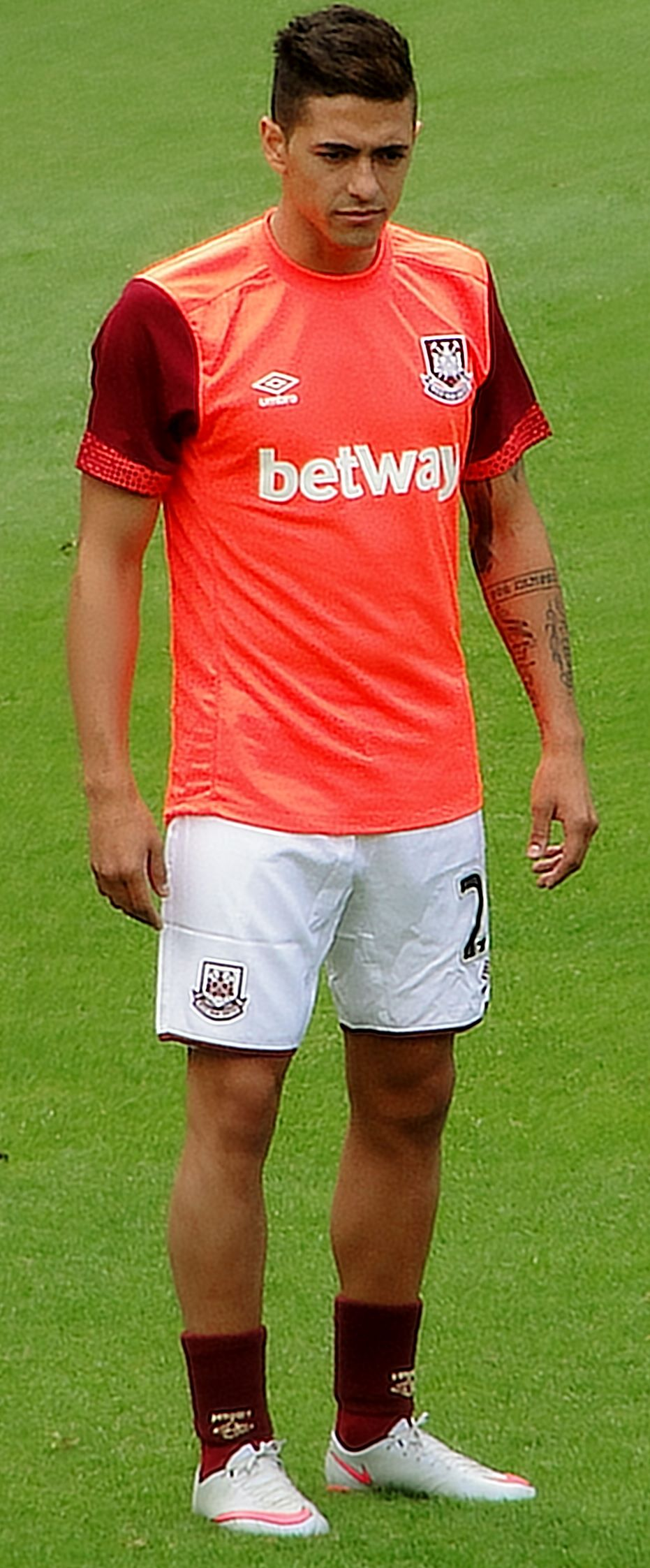
Manuel Lanzini im August 2015

Am 22. Juli 2015 wechselte Manu Lanzini in einem einjährigen Leihgeschäft zum englischen Verein West Ham United in die Premier League. Der Verein aus London sicherte sich außerdem eine optionale Kaufoption für den Mittelfeldspieler. Sein Pflichtspieldebüt gab er am 6. August bei der 1:2-Auswärtsniederlage im Qualifikationsspiel zur UEFA Europa League 2015/16 gegen den rumänischen Verein Astra Giurgiu, welche zum Ausscheiden West Hams aus dem Bewerb führte. In diesem Spiel erzielte Lanzini bereits nach vier Spielminuten den einzigen Treffer seiner neuen Mannschaft und traf damit erneut bei seinem Debüt. Sein Ligadebüt bestritt er neun Tage später bei der 1:2-Heimniederlage gegen Leicester City, wo er in der Schlussphase für Cheikhou Kouyaté ins Spiel gebracht wurde. Weitere zwei Wochen später (4. Spieltag) leitete er mit seinem ersten Ligator nach drei Minuten den überraschenden 3:0-Auswärtssieg gegen den FC Liverpool ein, den ersten Sieg der Hammers im Anfield seit dem Jahr 1963. Lanzini gelang in der Folge mit starken Leistungen der Durchbruch als Stammspieler, bevor er Anfang Dezember von einer Oberschenkelverletzung gestoppt wurde und einen Monat pausieren musste. Zwei Spiele nach seinem Comeback, verletzte er sich im Ligaspiel gegen den FC Liverpool erneut am Oberschenkel und fiel erneut wochenlang aus. Danach eroberte er seinen Platz in der Startformation wieder zurück. Bereits im März 2016 zog West Ham United die Kaufoption in Höhe von 12 Millionen Euro. In seiner ersten Saison 2015/16 kam er in 26 Ligaspielen zum Einsatz, in denen er sechsmal traf und 2 Vorlagen beisteuerte.
Aufgrund einer Knieverletzung  verpasste Lanzini die Saisoneröffnung in der Premier League und die Qualifikationsspiele zur UEFA Europa League 2016/17, in denen West Ham erneut an Astra Giurgiu scheiterte. Lanzini erzielte sein erstes Saisontor am 17. September (5. Spieltag) bei der 2:4-Auswärtsniederlage gegen West Bromwich Albion. Der schwache Saisonstart mit nur drei Punkten aus sechs Spielen brachte die Hammers in Abstiegssorgen. Lanzini hielt jedoch auch in dieser schweren Phase seinen Stammplatz in der Offensive inne. Erst zum Jahresende 2016 gelang man ins Mittelfeld der Tabelle. Lanzini erzielte am 14. Januar 2017 (21. Spieltag) beim 3:0-Heimsieg gegen Crystal Palace sein viertes Saisontor und bereitete eine Woche später beim wichtigen 3:1-Auswärtssieg gegen den FC Middlesbrough zwei Tore seiner Mannschaft vor. Mit dem Tor des Tages beim 1:0-Heimsieg gegen Tottenham Hotspur am 5. Mai 2017, machte Lanzini die Meisterhoffnungen des Lokalrivalen annähernd zunichte und verhalf so einem anderen Stadtrivalen, dem FC Chelsea, indirekt zum Meistertitel. Er beendete die Saison 2016/17 mit acht Toren und zwei Vorlagen in 35 Ligaspielen. Bei der vereinsinternen Wahl zum Spieler des Jahres belegte er den zweiten Platz hinter dem Flügelspieler Michail Antonio. Von seinen Teamkollegen wurde er jedoch zum Spieler des Jahres gewählt.
Auch in der folgenden Spielzeit 2017/18 verpasste er den Saisonstart aufgrund von Knieproblemen. Sein erstes Tor gelang ihm am 4. November (11. Spieltag), als er bei der 1:4-Heimpleite den einzigen Treffer der Hammers schoss. Ein erneut schwacher Saisonstart brachte die Hammers wieder in Abstiegsgefahr und sorgte letztendlich dafür, dass Trainer Slaven Bilić Anfang November von seinen Aufgaben entbunden wurde. Der Nachfolger David Moyes schaffte es erst nach einem Monat die Mannschaft zu stabilisieren und führte sie dann aus den Abstiegsrängen. Beim 3:0-Auswärtssieg gegen Stoke City am 16. Dezember (18. Spieltag) bereitete er zwei Tore vor und holte einen Elfmeter zum Führungstreffer seiner Mannschaft heraus, welchen er durch eine Schwalbe provozierte. Für diese bewusste Täuschung des Schiedsrichters wurde er später von der FA für zwei Partien gesperrt. Am 13. Januar 2018 erzielte er beim 4:1-Auswärtssieg gegen den Aufsteiger Huddersfield Town einen Doppelpack. Dasselbe Kunststück gelang ihm am letzten Spieltag der Saison beim 3:1-Heimsieg gegen den FC Everton. In der Saison 2017/18 kam er in 27 Ligaspielen zum Einsatz, in denen er fünf Tore und sieben Vorlagen sammeln konnte.
In der Vorbereitung zur Spielzeit 2018/19 zog sich Manuel Lanzini einen Kreuzbandriss zu und es drohte vorerst ein kompletter Saisonausfall des Stammspielers. Dennoch verlief die Rehaphase überaus erfolgreich und er kehrte bereits am 27. Januar 2019 ins Training der Hammers zurück. Am 22. Februar 2019 betrat er beim 3:1-Heimsieg gegen den FC Fulham im heimischen London Stadium erstmals in dieser Saison das Spielfeld, als er in der Schlussphase für Felipe Anderson ins Spiel gebracht wurde. In den nächsten Spielen schaffte er es wieder in die Startformation West Hams. Am 38. und letzten Spieltag der Saison 2018/19 erzielte er beim 4:1-Auswärtssieg gegen FC Watford sein einziges Saisontor in zehn Einsätzen.

## In der Nationalmannschaft
Im Frühjahr 2013 nahm er mit Argentinien an der U-20-Südamerikameisterschaft 2013 teil, wo er mit seinem Heimatland bereits in der Gruppenphase ausschied. Insgesamt war Manu Lanzini fünfmal für die argentinische U-20-Nationalmannschaft im Einsatz und erzielte zwei Tore.
Im Mai 2016 wurde Lanzini in den provisorischen 35-Mann-Kader Argentiniens berufen, welche das Land bei den Olympischen Spielen 2016 in Brasilien vertreten sollte. Mit einer Knieverletzung fiel er jedoch für dieses Turnier aus. Im Mai 2017 wurde er vom neuen Trainer Jorge Sampaoli im Rahmen der freundschaftlichen Länderspiele gegen Brasilien und Singapur erstmals in den Kader der A-Auswahl einberufen. Sein Debüt gab er dann letztlich am 9. Juni, als er beim 1:0-Sieg gegen Brasilien im Melbourne Cricket Ground in der 81. Spielminute für Éver Banega eingewechselt wurde. Am 23. März 2018 traf er beim 2:0-Sieg in einem Freundschaftsspiel gegen Italien im Etihad Stadium in Manchester erstmals im Trikot der Albiceleste.
Am 21. Mai 2018 wurde er in den argentinischen Kader für die Weltmeisterschaft 2018 in Russland nominiert, verpasste aber auch dieses Turnier aufgrund einer Verletzung und wurde durch Enzo Pérez ersetzt.

## Privates
Manuel Lanzini ist italienischer Abstammung und besitzt daher auch die italienische Staatsbürgerschaft.
Bereits sein Vater Héctor spielte professionell Fußball und war unter anderem in Peru bei Sporting Cristal und beim argentinischen Deportivo Morón aktiv. Sein jüngerer Bruder Tomás spielte bisher in den Niederungen des argentinischen und chilenischen Fußballs und stand außerdem bereits in Andorra beim FC Encamp unter Vertrag.
Er ist bereits seit seiner Kindheit bekennender Anhänger River Plates und trägt eine Tätowierung mit ihm im Trikot River Plates am Arm.

## Titel und Erfolge

### Verein
Fluminense
- Brasilianische Meisterschaft (1): 2012

River Plate
- Argentinischer Meisterschaft (1): 2014 (Torneo Final)

### Individuelle Auszeichnungen
- West Ham United Players Player of the Year (1): 2016/17